# Sertularella arbuscula
Sertularella arbuscula is een hydroïdpoliep uit de familie Sertulariidae. De poliep komt uit het geslacht Sertularella. Sertularella arbuscula werd in 1816 voor het eerst wetenschappelijk beschreven door Lamouroux. 